# ツィメス

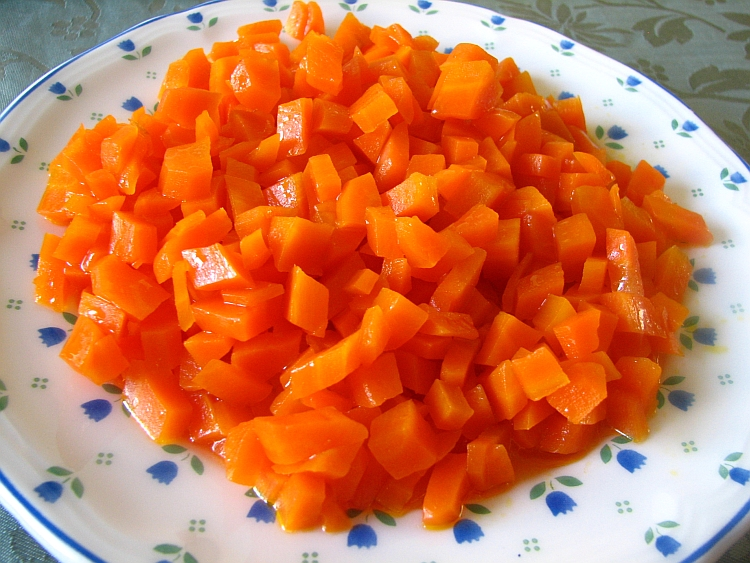
ニンジンと蜂蜜のツィメス

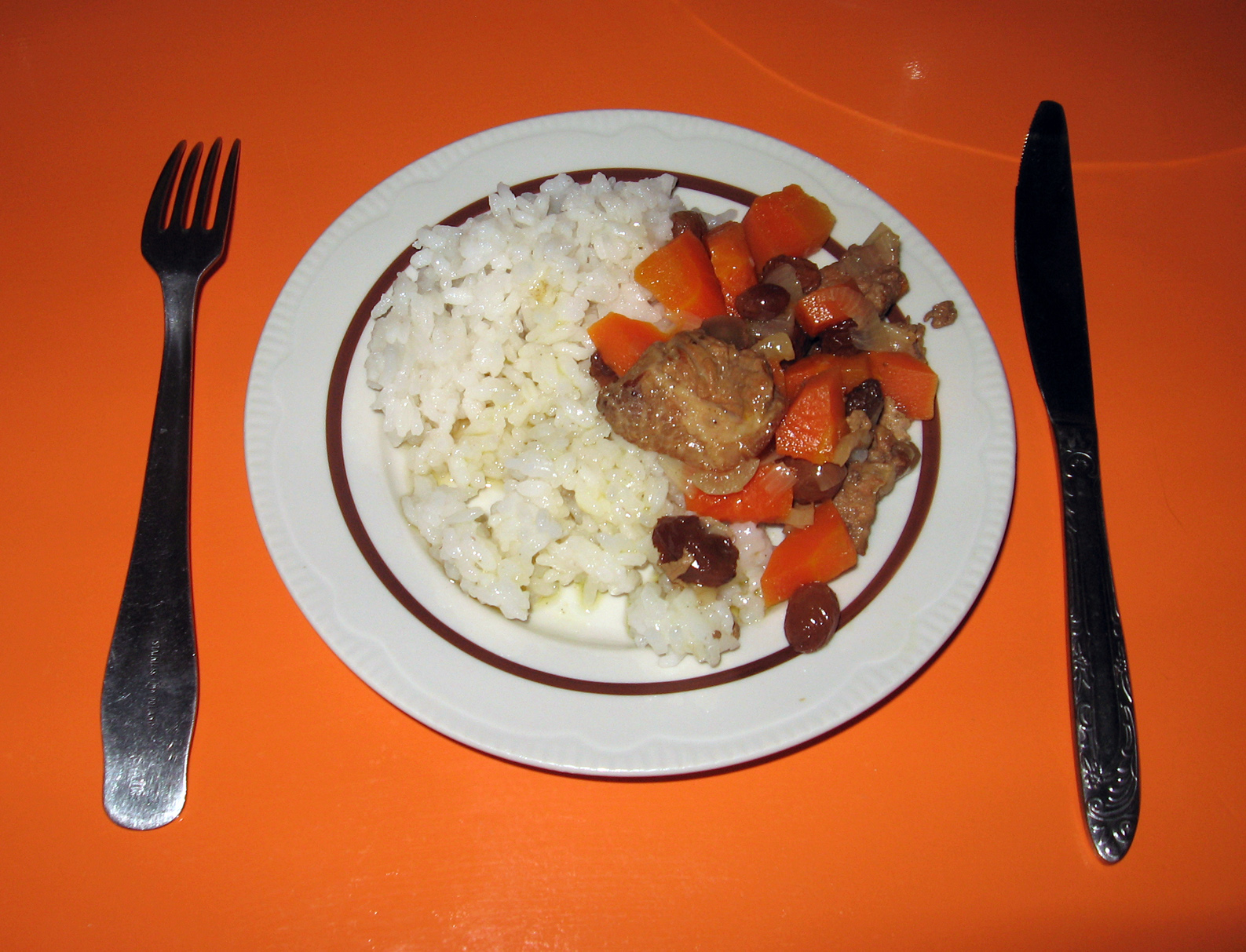
肉入りのツィメス

ツィメス（英語: Tzimmes , Tsimmes, ドイツ語: Zimmes, ロシア語: Цимес, Цымес, Циммес, イディッシュ語: צימעס, ヘブライ語: צִימֶעס）は、アシュケナジ・ユダヤ料理の伝統的な甘いシチューの一種。
通常ニンジンとプルーンやレーズンのようなドライフルーツで作られ、しばしばサツマイモなど他の根菜も入る 。肉を入れる場合もあり、牛肉のともばら（フランク）やブリスケットが好まれる。弱火でじっくり長時間煮込み、蜂蜜や砂糖で甘く味つけし、香りづけにシナモンなどの香辛料が使われることもある。
新しい年が「甘く」幸せであることを願って蜂蜜で味をつけた甘い料理を食べる習慣がある、ユダヤ教の新年祭ローシュ・ハッシャーナーにおいても食べられる。
名称はイディッシュ語のツィム（tzim、「〜のために」）とエスン（esn、「食べる」）に由来するとされる。「何かについていっぱいツィメスを作る」（"To make a big tzimmes over something"）というイディッシュ英語の表現は、多分ツィメスを作るために材料をたくさん刻んだり、かき混ぜたりするため、「何かについて大げさに騒ぎ立てる」ことを意味する。